# Kaiserin-Augusta-Straße
Kaiserin-Augusta-Straße – stacja metra w Berlinie, na linii U6, w dzielnicy Tempelhof, w okręgu administracyjnym Tempelhof-Schöneberg. Stacja została otwarta w 1966. Nazwa stacji pochodzi od księżniczki saskiej Augusty z Saksonii-Weimaru-Eisenach.